# الأقنعة الإفريقية التراثية
الأقنعة الإفريقية التراثية أو التقليدية (بالإنجليزية: Traditional African masks)‏، تلعب الأقنعة الإفريقية التقليدية دورًا مهمًا في الاحتفالات والطقوس والحفلات التنكرية في غرب ووسط إفريقيا الجنوبية. وتشمل الاحتفالات التي تُوضع فيها الأقنعة: مهرجانات الحصاد، والجنازات، وطقوس العبور، وحفلات الزفاف، والتتويج [الإنجليزية]. وفي بعض المجتمعات، تُستخدم الأقنعة والألبسة التنكرية أيضًا لتسوية الخلافات والصراعات الطائفية.

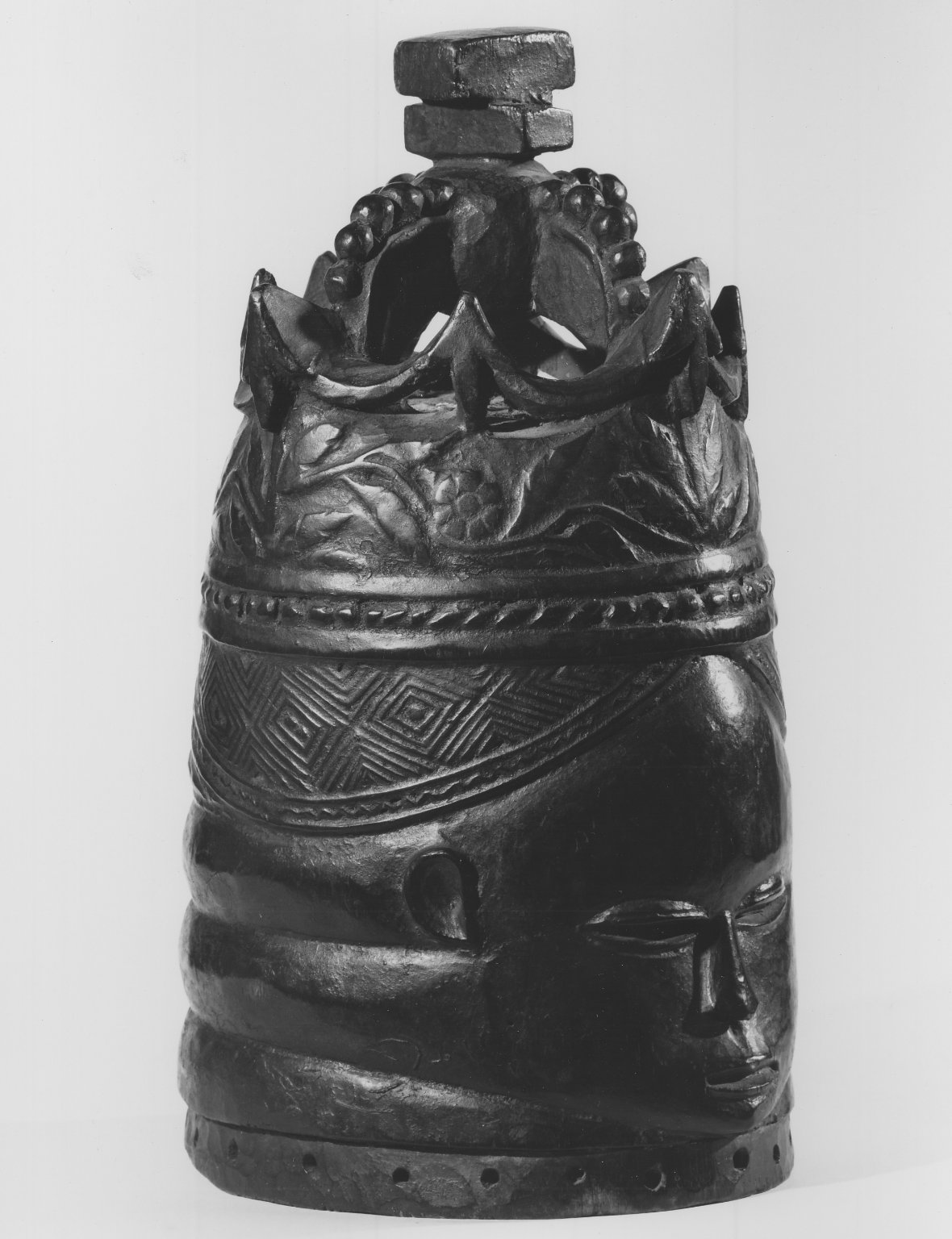
قناع سويي من جماعة ساندي، القرن العشرين

على سبيل المثال، يقوم أعضاء الطائفة التنكرية وأخوة أوما آدا بتسهيل عمليات العدالة الاجتماعية والمصالحة بين مجتمعات الإيغبو في شرق نيجيريا من خلال الاحتفالات التنكرية. وترتدي نساء ميندي وفاي من مجتمع ساندي في سيراليون قناع سوي خلال طقوس المرور أو العبور، وتحديدًا مراسم تنشئة الفتيات الصغيرات. ويظهر القناع الخشبي (نوانتانتاي) بين شعب بوبو وبوا وموسي في بوركينا فاسو خلال المناسبات العامة مثل الجنازات والمهرجانات الزراعية.

## الأصول
تعتبر الأقنعة سمة بارزة من سمات التراث الثقافي الإفريقي. يختلف تاريخ الأقنعة واستخدامها ورمزيتها باختلاف الهويات الوطنية والعرقية والثقافية. ففي غرب إفريقيا، ترتبط تقاليد الأقنعة ارتباطًا وثيقًا بتاريخ الحفلات التنكرية.
على الرغم من أن الأصول الدقيقة لتقاليد الأقنعة في إفريقيا ما قبل الاستعمار لا تزال غير معروفة، فقد افترض رافائيل تشيجيوك نجوكو أن الألبسة التنكرية تطورت بين شعب البانتو في وقت ما قبل 3000-2500 قبل الميلاد. يقول نجوكو، "لم يكن من الممكن للمهاجرين أن يكونوا قادرين على نشر الفكرة خارج موطنهم الأصلي إذا لم يكونوا على دراية جيدة بالتداعيات المتنوعة لممارستها."
وهناك نظريات أخرى مستمدة من الفولكلور والأساطير. فاستنادًا إلى أسطورة الإيغبو، أحضرت الحفلات التنكرية لأول مرة إلى بلدة أرونديزوغو بواسطة أوكوي نواوبي أو أوكوي ممونو ("أوكوي التنكر")، وهو قروي يستخدم شخصيات مقنعة لإخافة خصمه أثناء نزاع على الأرض.
وقد جادل أليكس أسيجبو بأن الطوائف/العبادات التنكرية طورت من قبل كبار السن الذكور كشكل من أشكال السيطرة الاجتماعية. ومن خلال ممارسات السحر والشعوذة القديمة، كان يُعتقد أن النساء يمتلكن قوة هائلة على نظرائهن من الرجال. "وبالتالي فإن الحفلات التنكرية تؤدي بعض وظائف الرقابة الاجتماعية من خلال فرض الانضباط ودعم القانون الطبيعي." وباستثناء مجتمع ساندي، لا يُسمح للنساء في معظم المجتمعات الإفريقية بالمشاركة بنشاط من أنشطة التنكر. وعادة ما تُنحت الأقنعة نفسها من قبل الرجال وتنتقل المعرفة وأسرار الحرفة عبر سلسلة نسب ذكورية فحسب.

## الرمزية

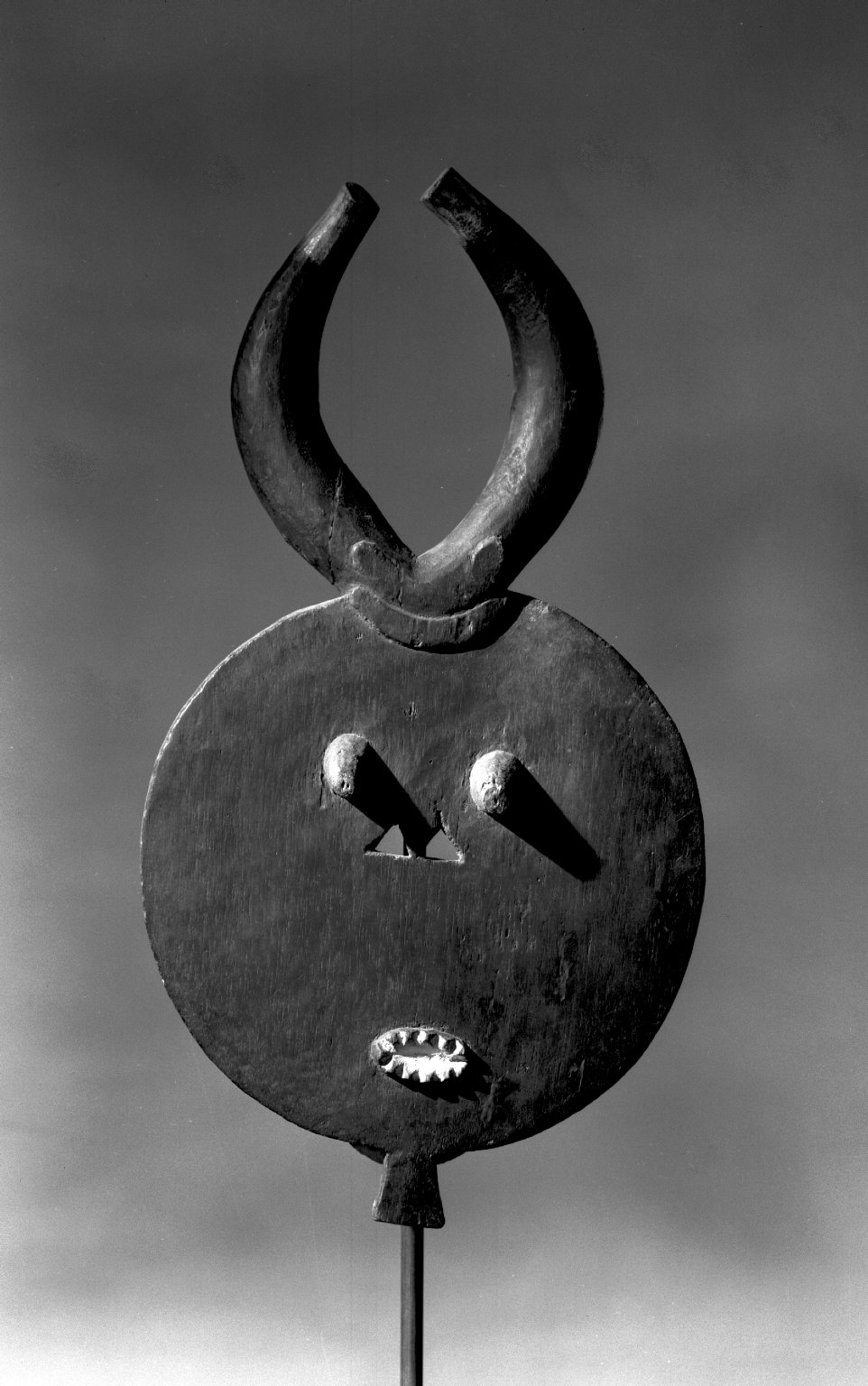
قناع كبلي من شعب باولي

قد ترمز الأقنعة إلى أرواح الموتى والحيوانات الطوطمية وغيرها من القوى الخارقة للطبيعة. وأثناء الأداء، يتحول المتنكر إلى الروح أو الكيان الذي يمثله القناع. ويُعزز التحول في هوية مرتدي القناع من خلال الأغنية والرقص. وعلى سبيل المثال، تمثل أقنعة نوانتانتاي أو الأقنعة الخشبية أرواح الكلمة الطبيعية المرتبطة بالمياه والتي تتراوح من الحشرات إلى الطيور المائية. وبمرافقة المطربين وقارعي الطبول، يرتدي المتنكر القناع "ويتحرك بسرعة مقلدًا سلوك الروح الطائرة".
تمتلك بعض المجموعات، مثل شعب الدوجون في مالي، عدة أقنعة، لكل منها وظيفتها الفريدة. وتخضع قبيلة الدوجون لثلاث طوائف دينية رئيسية: الآوا (عبادة الموتى)، وبيني (عبادة الأسلاف)، وليبي (عبادة الطبيعة). وقد قام عالم الأنثروبولوجيا مارسيل جريولي بتوثيق ما لا يقل عن 78 نوعًا من الأقنعة التي تتوافق مع الأرواح والآلهة في آلهة دوجون.
غالبًا ما تنعكس أهمية الروح التي تُصور في مدى تعقيد الأقنعة وجودتها الفنية. ويعتبر قناع كبلي كبلي (kple kple) من شعب باولي في ساحل العاج "الأقل شهرة" من أقنعة غولي (Goli)، ومن هنا جاءت ميزاته البسيطة وغير المزخرفة.

## الموضوع والشكل

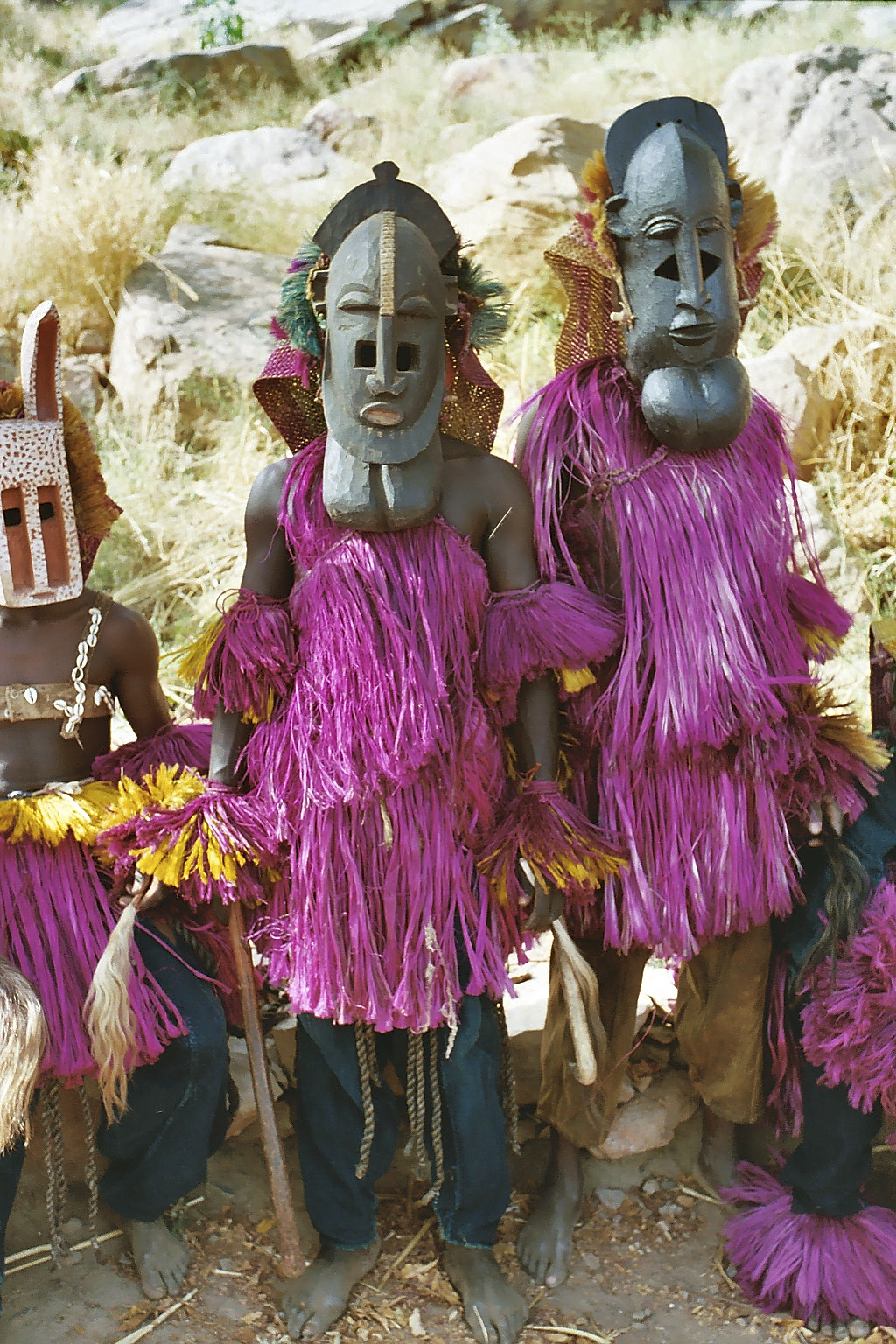
أقنعة دوجون والأزياء الاحتفالية خاصتهم

عادة ما تحاكي الأقنعة الإفريقية وجه الإنسان أو الحيوان بطريقة مجردة. إن الافتقار المتأصل للواقعية في الأقنعة الإفريقية (والفن الإفريقي بشكل عام) يبرره حقيقة أن معظم الثقافات الإفريقية تميز بوضوح جوهر الموضوع عن مظهره، فالأول، وليس الأخير، هو الموضوع الفعلي للتمثيل الفني. ومن الأمثلة على ذلك أقنعة نوانتانتاي لشعب بوا (بوركينا فاسو) التي تمثل الأرواح الطائرة في الغابة؛ وبما أن هذه الأرواح تعتبر غير مرئية، فإن الأقنعة المقابلة لها تتشكل بأشكال هندسية مجردة بحتة.
تُدون العناصر الأنيقة في مظهر القناع من خلال التقليد وقد تعرف هوية مجتمعًا معينًا أو تنقل معاني محددة. على سبيل المثال، لدى كل من شعب بوا وبونا في بوركينا فاسو أقنعة صقر، حيث يحدد شكل المنقار القناع على أنه إما بوا أو بونا. وفي كلتا الحالتين، تتزين أجنحة الصقر بأنماط هندسية لها معاني أخلاقية؛ تمثل الخطوط على شكل المنشار المسار الصعب الذي اتبعه الأسلاف، بينما تمثل الأنماط المربعة تفاعل الأضداد (الذكر والأنثى، والليل والنهار، وما إلى ذلك).
توجد السمات التي تمثل القيم الأخلاقية في العديد من الثقافات. أقنعة شعب سينوفو في ساحل العاج، على سبيل المثال، عيونها نصف مغلقة، ترمز إلى الموقف السلمي وضبط النفس والصبر. في سيراليون وأماكن أخرى، تمثل العيون الصغيرة والفم الصغير التواضع، والجبهة العريضة البارزة تمثل الحكمة. في الجابون، تمثل الذقن والأفواه الكبيرة السلطة والقوة. يقوم غريبو ساحل العاج بنحت الأقنعة ذات العيون المستديرة لتمثيل اليقظة والغضب، بينما يمثل الأنف المستقيم عدم الرغبة في التراجع.

### الحيوانات

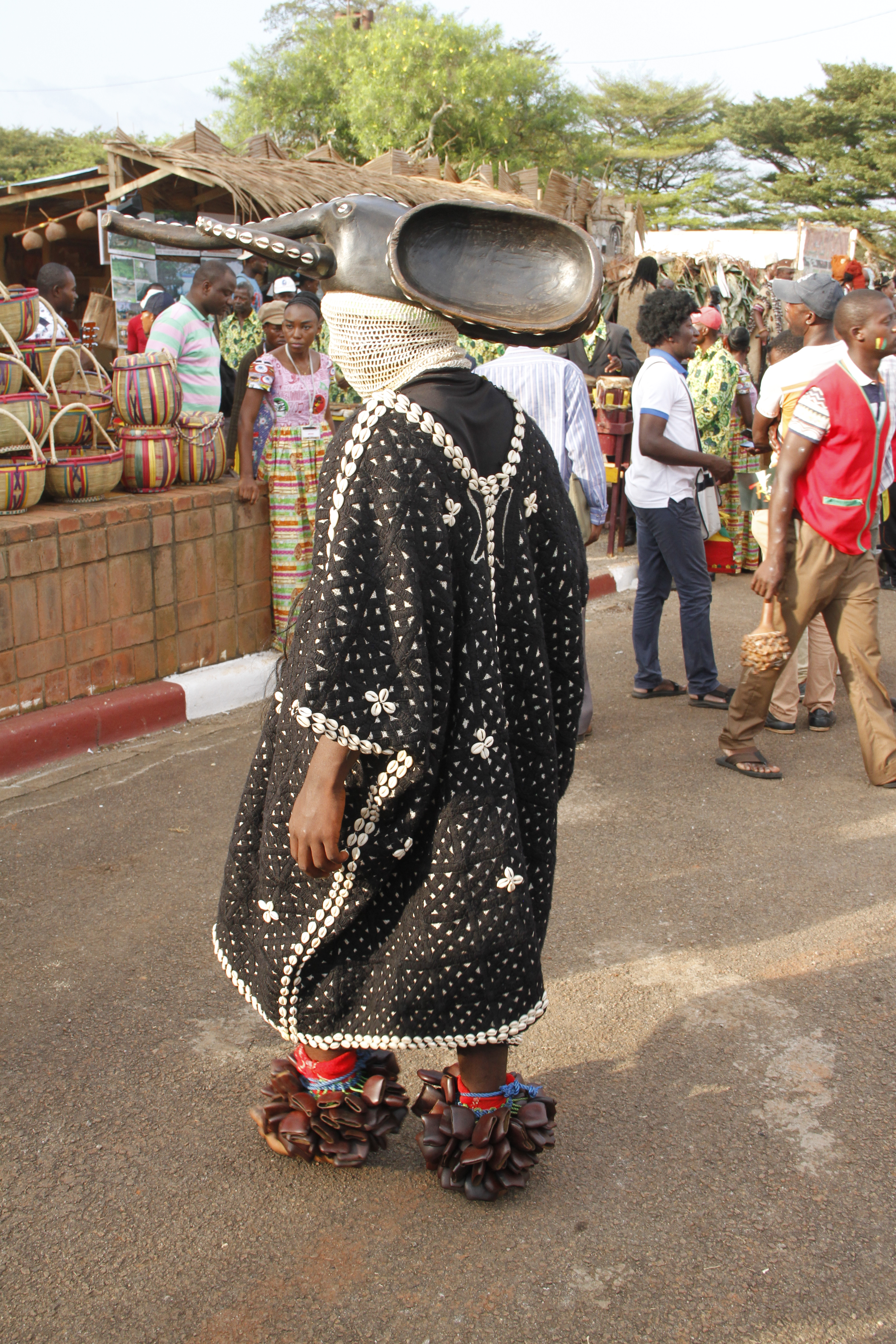
قناع الفيل والراقص التقليدي في أوكو، الكاميرون.

الحيوانات هي موضوعات شائعة في الأقنعة الإفريقية. تجسد أقنعة الحيوانات عادة روح الحيوانات، بحيث يصبح مرتدي القناع وسيلة للتحدث مع الحيوانات نفسها (على سبيل المثال ليطلب من الوحوش البرية الابتعاد عن القرية)؛ ومع ذلك، في كثير من الحالات، يكون الحيوان أيضًا (أحيانًا بشكل أساسي) رمزًا لفضائل معينة. تشمل الموضوعات الحيوانية الشائعة الجاموس (عادةً ما يمثل القوة، كما هو الحال في ثقافة باولي)، والتماسيح، والصقر، والضبع، والخنزير البري، والظباء.
تلعب الظباء دورًا أساسيًا في العديد من ثقافات منطقة مالي (على سبيل المثال في ثقافة الدوجون وبامبارا) كممثلين للزراعة. أقنعة ظباء دوجون مجردة للغاية، ذات شكل مستطيل عام والعديد من القرون (تمثل الحصاد الوفير). وأقنعة ظباء بامبارا (تسمى تشيوارا) لها قرون طويلة تمثل النمو المزدهر للدخن، وأرجل (تمثل الجذور)، وآذان طويلة (تمثل أغاني تغنيها العاملات في وقت الحصاد)، وخط على شكل منشار يمثل المسار الذي تتبعه الشمس بين الانقلابين. وهناك جدارية من القرن الثاني عشر أو الثالث عشر من دنقلا القديمة، عاصمة مملكة المقرة النوبية، تصور أقنعة راقصة مزينة ببقايا من البقر التي تقلد بعض الحيوانات ذات الخطم الطويل والأذنين الكبيرتين.
أحد الاختلافات الشائعة في موضوع قناع الحيوان هو تكوين عدة سمات حيوانية مميزة في قناع واحد، وأحيانًا جنبًا إلى جنب مع السمات البشرية. أحيانًا يكون دمج السمات الحيوانية المميزة معًا وسيلة لتمثيل فضيلة غير عادية أو استثنائية أو مكانة عالية. على سبيل المثال، تمتلك جمعيات بورو السرية لشعب سينوفو في ساحل العاج أقنعة تحتفل بالقوة الاستثنائية للمجتمع من خلال دمج ثلاثة رموز "خطرة" مختلفة: قرون الظباء، وأسنان التمساح، وأنياب الخنزير. مثال آخر معروف هو أقنعة كيفويبي لشعب سونجي (حوض الكونغو)، التي تمزج بين خطوط الحمار الوحشي (أو الأوكابي)، وأسنان التمساح، وعيون الحرباء، وفم خنزير الأرض، وعرف الديك، وريش البومة وغير ذلك.

### الجمال الأنثوي

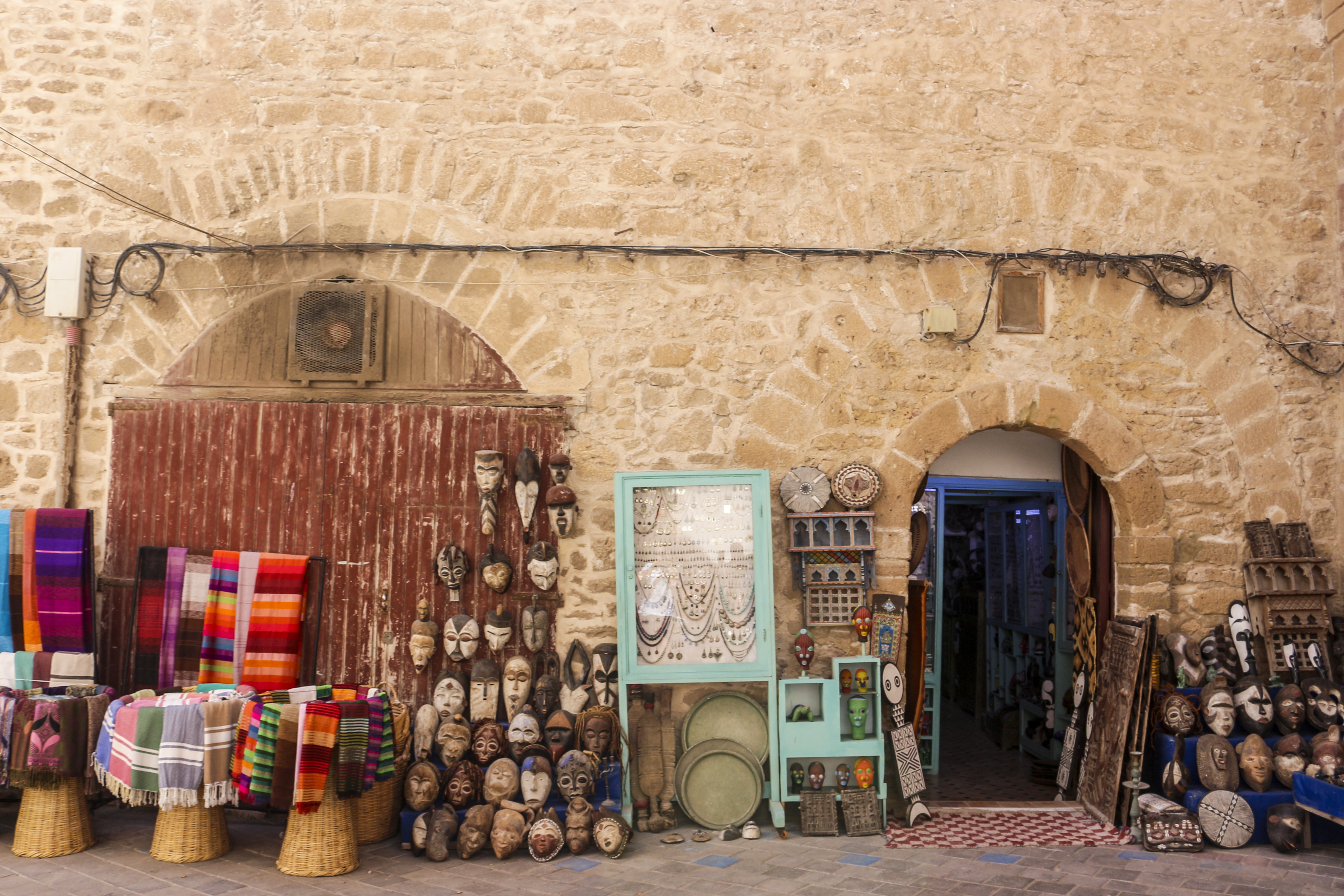
أقنعة تراثية إفريقية معروضة بمدينة الصويرة.

موضوع آخر شائع للأقنعة الإفريقية هو وجه المرأة، وعادة ما يعتمد على ثقافة معينة مثالية للجمال الأنثوي. على سبيل المثال، تمتلك الأقنعة النسائية لشعب البونو في الغابون رموشًا طويلة منحنية، وعيون لوزية الشكل، وذقن رفيعة، وزخارف تقليدية على خدودها، حيث تعتبر كل هذه من سمات حسن المظهر. الأقنعة الأنثوية لشعب باجا بها ندوب وثديين زخرفيين. في كثير من الحالات، يكون ارتداء الأقنعة التي تمثل الجمال الأنثوي مقتصرًا على الرجال فقط.
إحدى التمثيلات المعروفة للجمال الأنثوي هو قناع إيديا في بنين. يُعتقد أن الملك إيسيجي ملك بنين قد أمر بصنعه تخليداً لذكرى والدته. ولتكريم والدته المتوفاة، ارتدى الملك القناع على وركه خلال الاحتفالات الخاصة.

### أقنعة الأسلاف
وبما أن تبجيل الأسلاف الراحلين هو عنصر أساسي في معظم الثقافات التقليدية الإفريقية، فليس من المستغرب أن يكون الموتى أيضًا موضوعًا شائعًا للأقنعة. غالبًا ما تتشكل الأقنعة التي تشير إلى أسلاف متوفين على شكل جمجمة بشرية. أحد الأمثلة المعروفة هو موانا بو (حرفيًا، "امرأة شابة") لشعب تشوكوي (أنغولا)، والتي تمزج عناصر تشير إلى الجمال الأنثوي (وجه بيضاوي متناسب، وأنف صغير وذقن) وعناصر أخرى تشير إلى الموت (مآخذ العين الغارقة، الجلد المتشقق، والدموع)؛ إنه يمثل إحدى الجدات التي ماتت صغيرة، ويتم تبجيلها في طقوس مثل طقوس الختان والاحتفالات المرتبطة بتجديد الحياة. ونظرًا لأن تبجيل الموتى يرتبط غالبًا بالخصوبة والإنجاب، فإن العديد من أقنعة الأسلاف المتوفين تحتوي أيضًا على رموز جنسية؛ قناع نديمبا لشعب ياكا (أنغولا وجمهورية الكونغو الديمقراطية)، على سبيل المثال، تم تشكيله على شكل جمجمة مكملة بأنف قضيبي الشكل.
فئة خاصة من أقنعة الأسلاف هي تلك المتعلقة بالأشخاص البارزين أو التاريخيين أو الأسطوريين. على سبيل المثال، يمثل قناع مواش أمبوي لشعب كوبا (جمهورية الكونغو الديمقراطية) المؤسس الأسطوري لمملكة كوبا، ووت، بينما يمثل قناع مجادي أمواش زوجته مويل.

## المواد والهيكل
المادة الأكثر استخدامًا للأقنعة هي الخشب، على الرغم من إمكانية استخدام مجموعة واسعة من العناصر الأخرى، بما في ذلك الحجر الخفيف مثل الحجر الصخري والمعادن مثل النحاس أو البرونز وأنواع مختلفة من القماش والفخار والمزيد. يتم طلاء بعض الأقنعة (على سبيل المثال باستخدام المغرة أو الملونات الطبيعية الأخرى). يمكن تطبيق مجموعة واسعة من عناصر الزينة على سطح القناع؛ تشمل الأمثلة شعر الحيوانات، أو القرون، أو الأسنان، وأصداف البحر، والبذور، والقش، وقشر البيض، والريش. وغالبًا ما يستخدم شعر الحيوانات أو القش لشعر القناع أو اللحية.
يختلف الهيكل العام للقناع حسب الطريقة التي سيتم ارتداؤه بها. ينطبق النوع الأكثر شيوعًا على وجه مرتديها، مثل معظم الأقنعة الغربية (مثل الكرنفال). ويتم ارتداء البعض الآخر مثل القبعات أعلى رأس مرتديها. تشمل الأمثلة تلك الخاصة بشعب إيخوي في نيجيريا وشعب بوا في بوركينا فاسو، بالإضافة إلى أقنعة تشيوارا الشهيرة لشعب بامبارا. ويتم ارتداء بعض الأقنعة (على سبيل المثال أقنعة مجتمع ساندي في ليبيريا وشعب ميندي في سيراليون، المصنوعة من جذوع الأشجار المجوفة) مثل الخوذات التي تغطي الرأس والوجه. وتمتلك بعض الثقافات الإفريقية زخارف تشبه الأقنعة يتم ارتداؤها على الصدر بدلاً من رأس الوجه. وهذا يشمل تلك المستخدمة من قبل شعب ماكوندي في شرق إفريقيا في احتفالات نديمو.

## الأقنعة المنتجة تجاريا
نظرًا لأن الأوروبيين استولوا على الأقنعة الإفريقية إلى حد كبير، يتم تسويقها على نطاق واسع وبيعها في معظم الأسواق والمحلات التجارية ذات التوجه السياحي في إفريقيا (بالإضافة إلى المتاجر "العرقية" في العالم الغربي). ونتيجة لذلك، توقف الفن التقليدي لصناعة الأقنعة تدريجياً عن كونه ممارسة مميزة ومرتبطة بالمكانة، وانتشر الإنتاج الضخم للأقنعة على نطاق واسع. في حين أن الأقنعة التجارية، في معظم الحالات، هي نسخ (أكثر أو أقل دقة) للأقنعة التقليدية، فإن هذا الارتباط يضعف بمرور الوقت، لأن منطق الإنتاج الضخم يجعل من الصعب تحديد الأصول الجغرافية والثقافية الفعلية للأقنعة الموجودة في أماكن مثل محلات التحف والأسواق السياحية. على سبيل المثال، يبيع سوق أوكاهانجا في ناميبيا في الغالب الأقنعة التي يتم إنتاجها في زيمبابوي (لأنها أرخص وأكثر سهولة في الحصول عليها من الأقنعة المحلية)، وبدورهم، يقوم صانعو الأقنعة في زيمبابوي بإعادة إنتاج أقنعة من كل مكان تقريبًا في إفريقيا بدلاً من إنتاجها من تراثهم المحلي.

## معرض صور

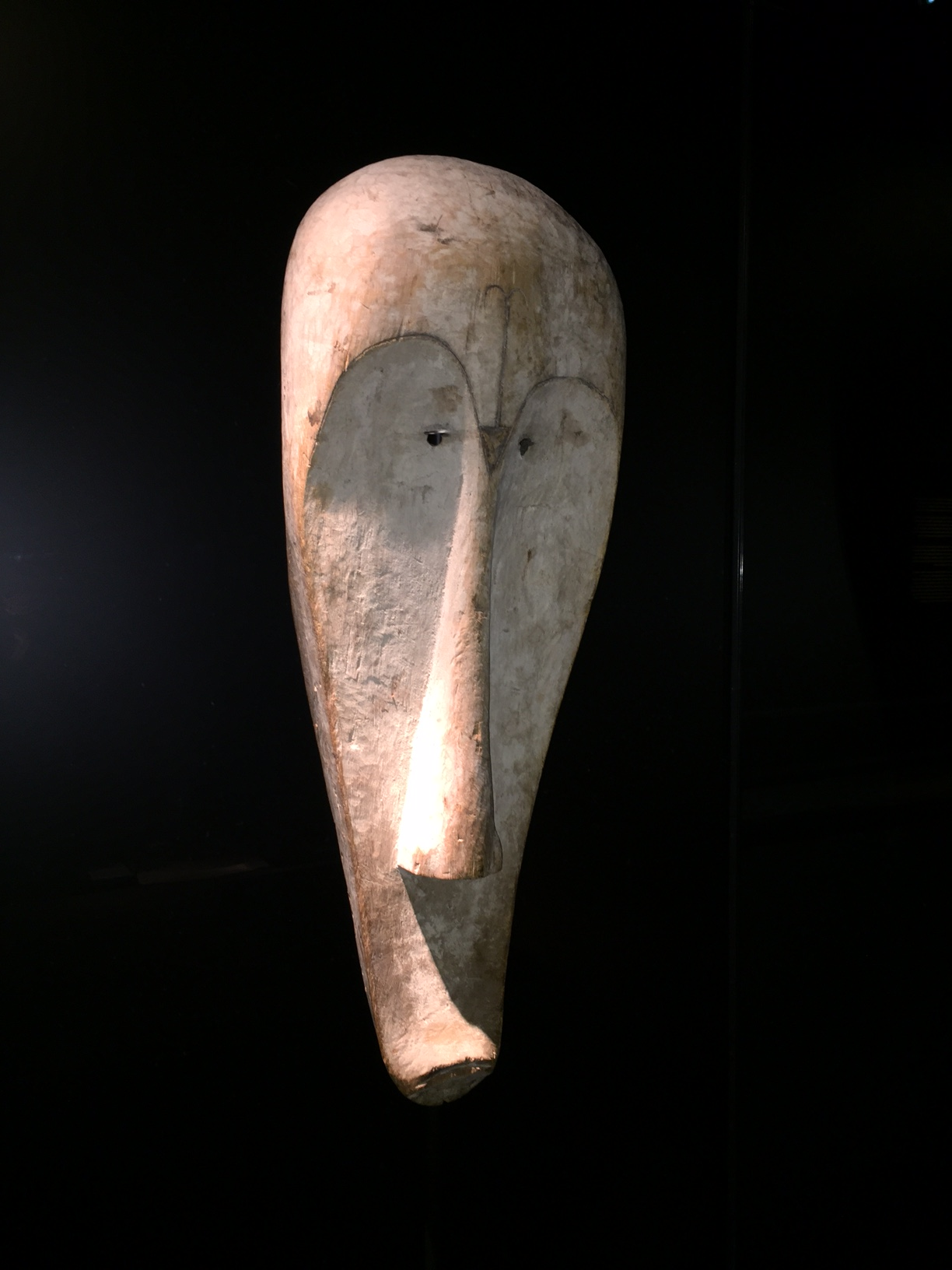
قناع نجيل من الجابون أو الكاميرون؛ خشب ملون بالكاولين (طين صيني)؛ بواسطة شعب فانغ. المتحف الإثنولوجي في برلين (ألمانيا). كان يرتدي الزي الكامل في حفلة تنكرية ليلية لتسوية النزاعات وقمع سوء السلوك، وكان هذا المظهر الهادئ مرعبًا لمرتكبي الأخطاء
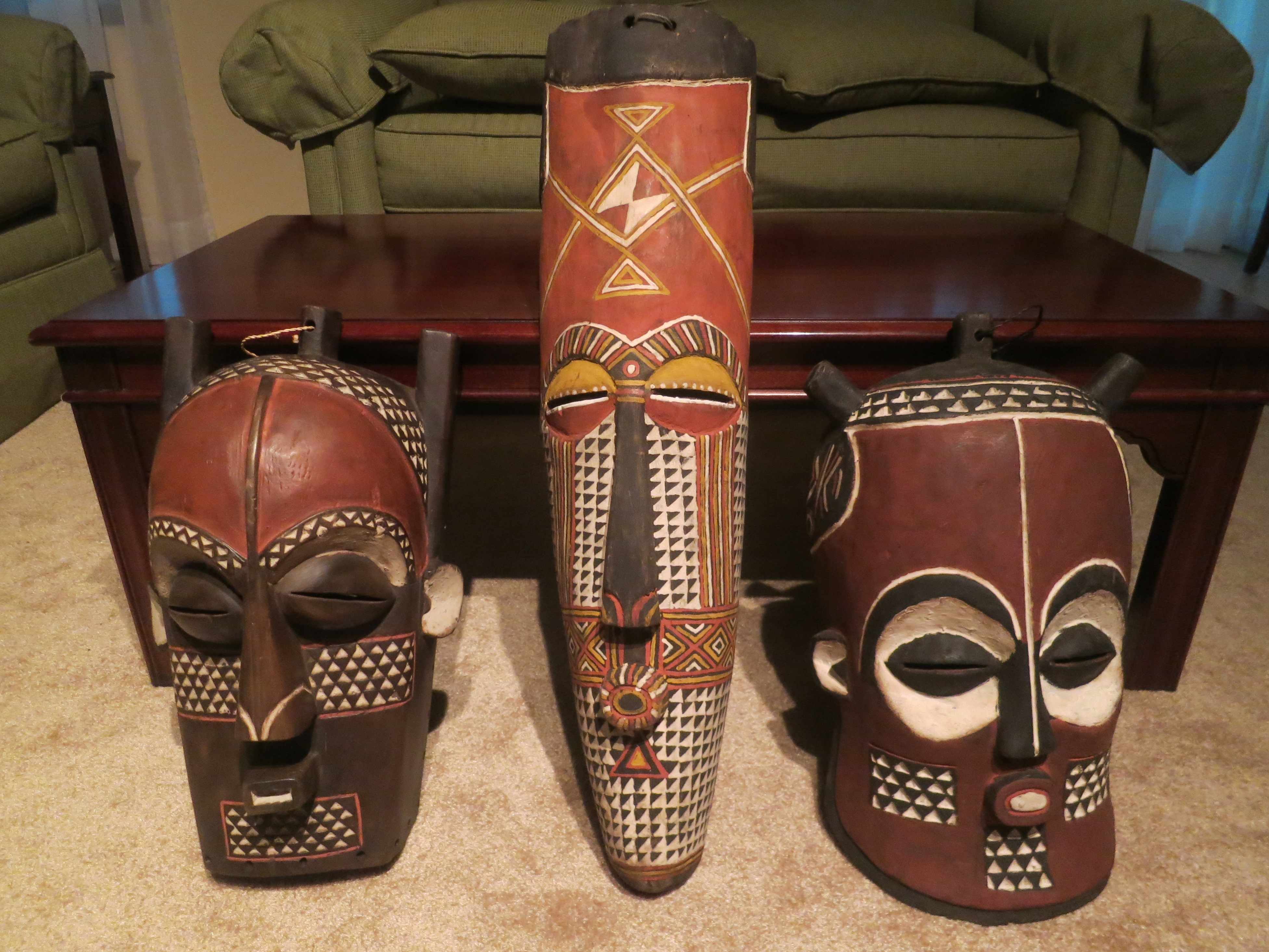
أقنعة باكونغو من منطقة الكونغو الوسطى
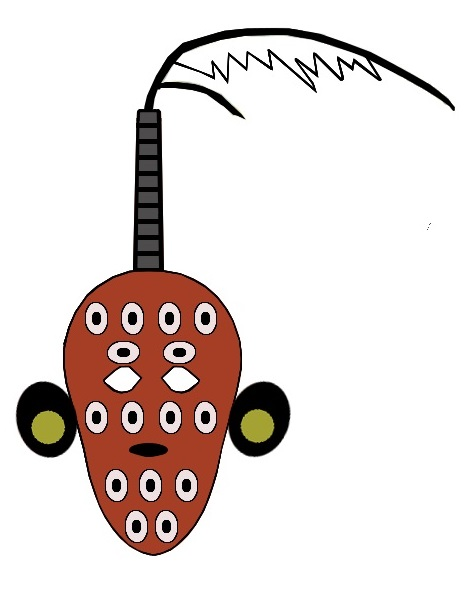
قناع زومورفيك كما هو مصور على جدارية ماكوري من دنقلا القديمة (القرن الثاني عشر/ الثالث عشر)
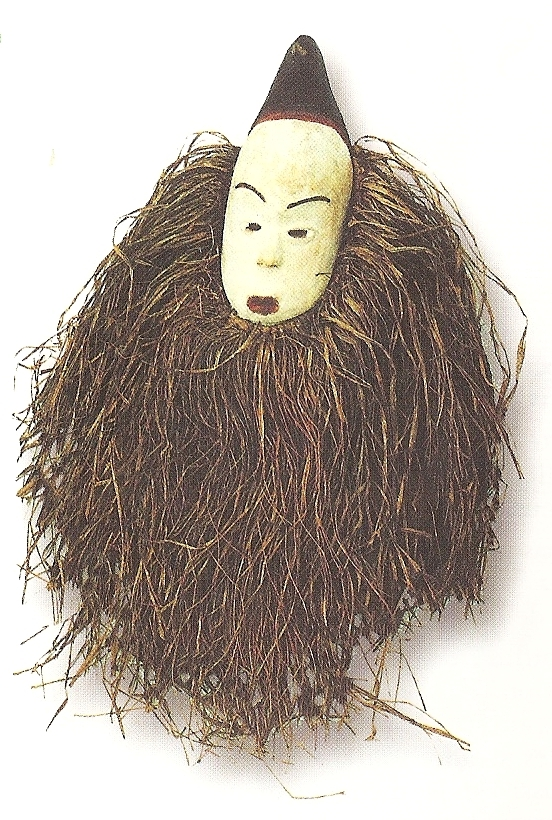
قناع لشعب ميتسوغو في الغابون
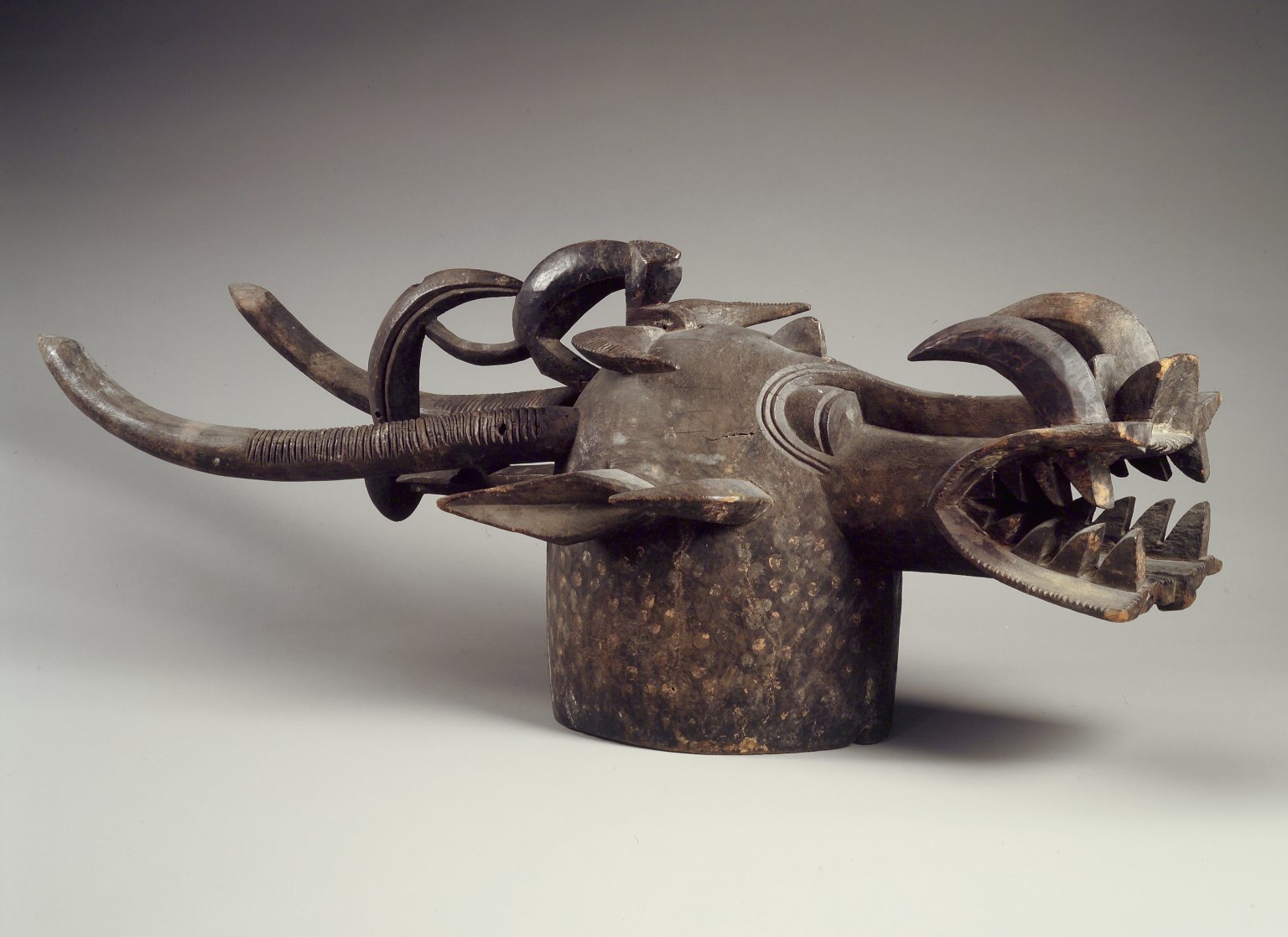
قناع وابيل، شعب سينوفو، متحف بروكلين
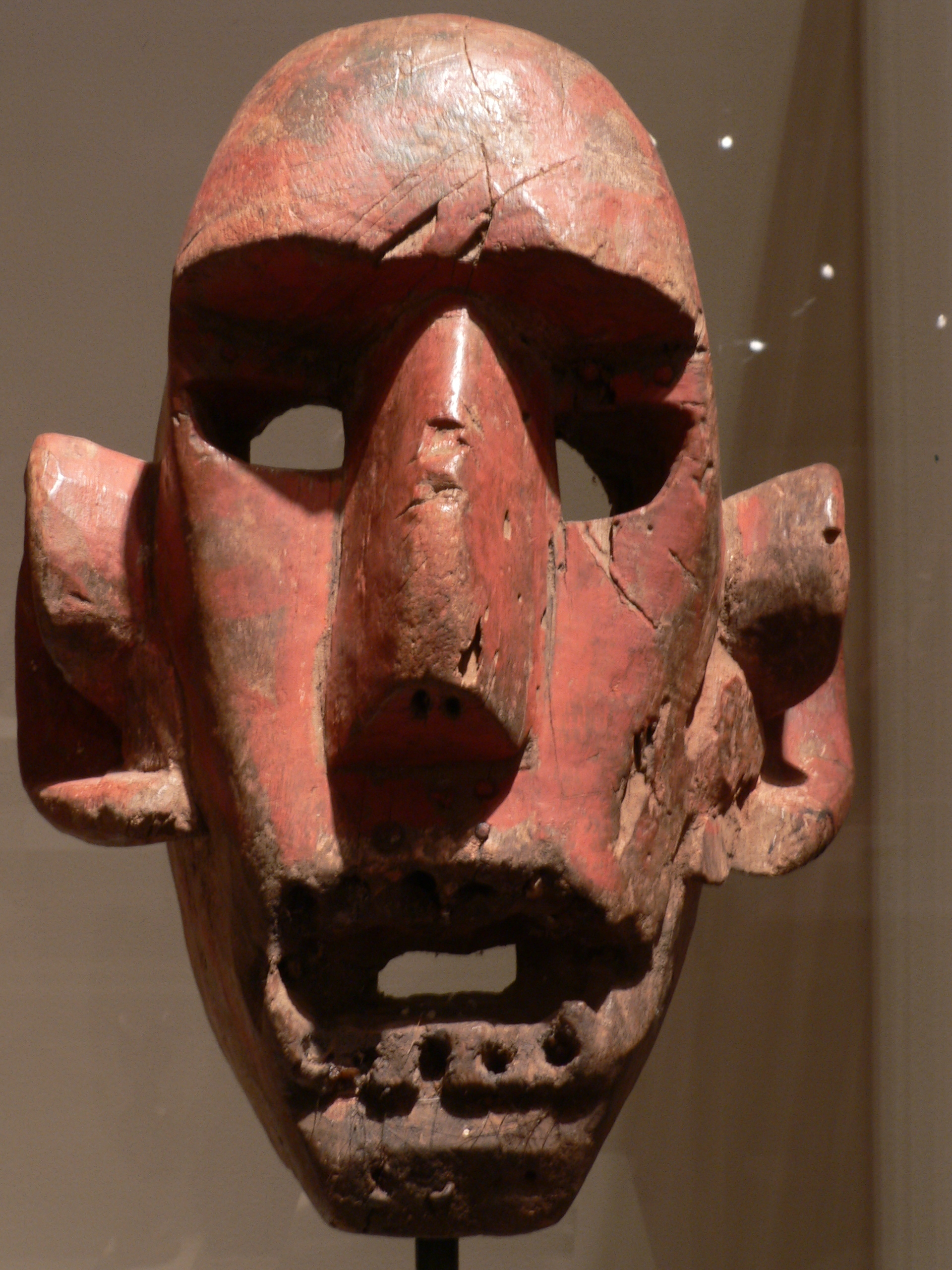
دوي (أو كويري)، قناع الجد الأنثوي، تنزانيا
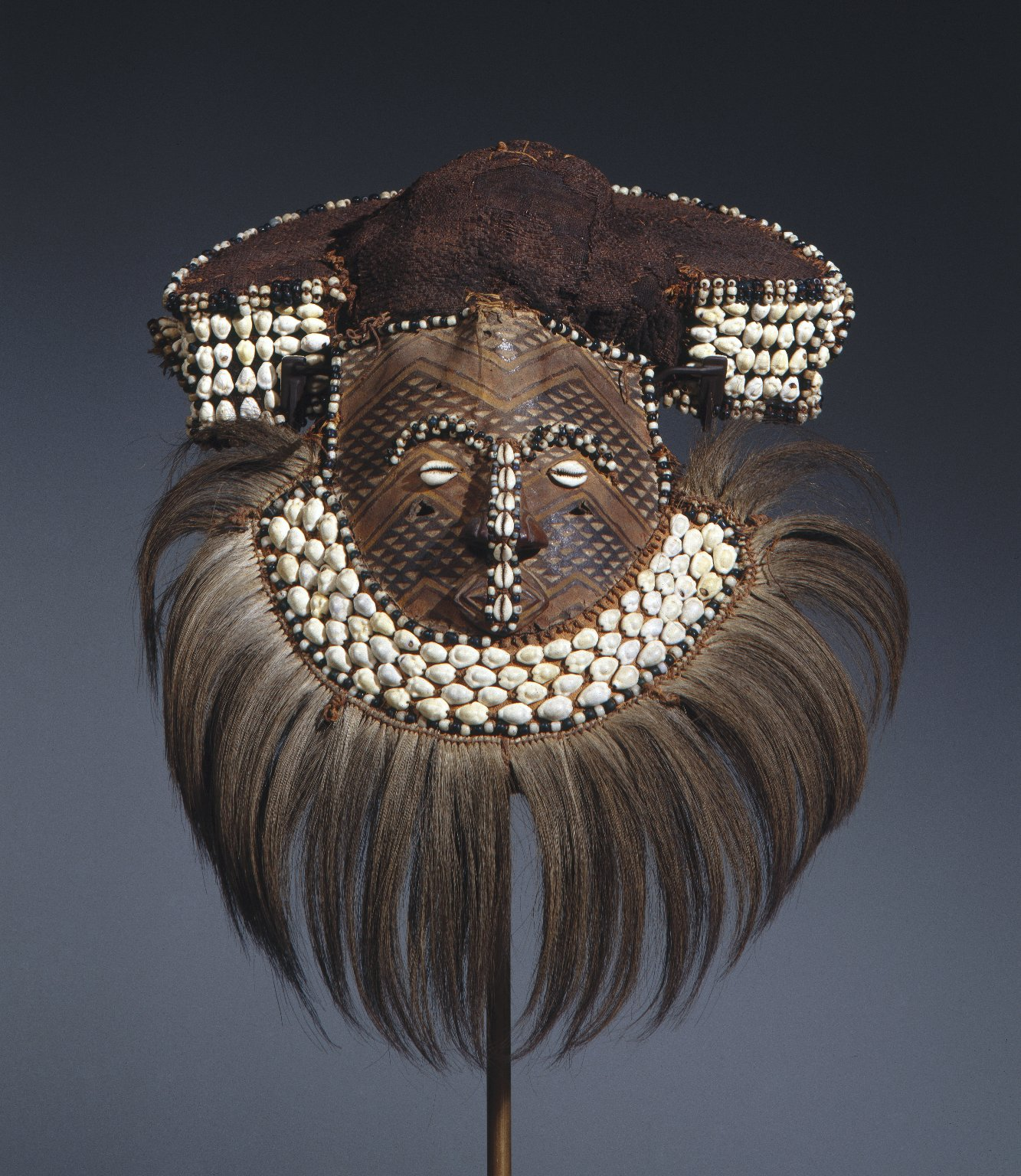
مواش امبوي قناع متحف بروكلين
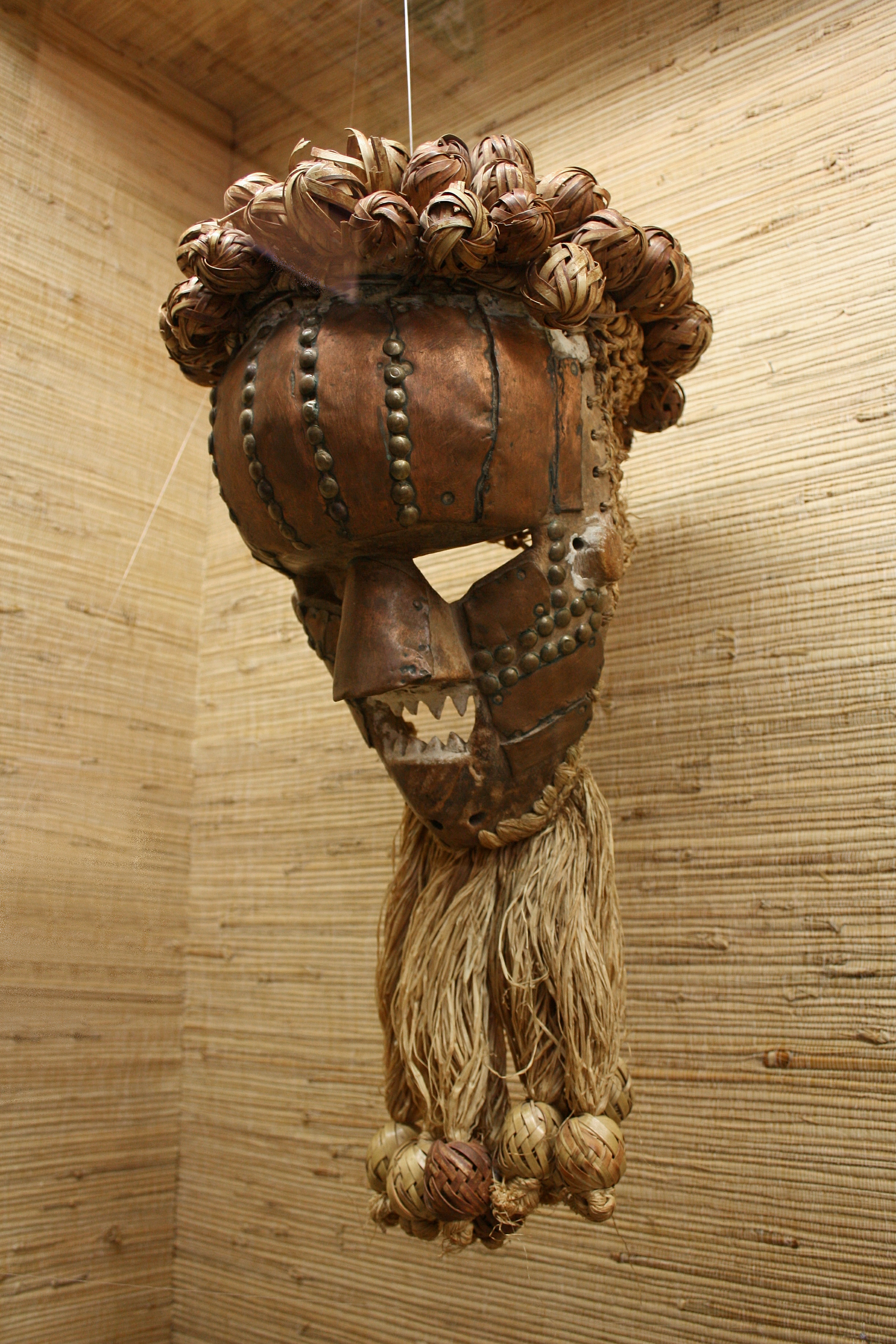
قناع من النحاس والخشب من وسط أفريقيا
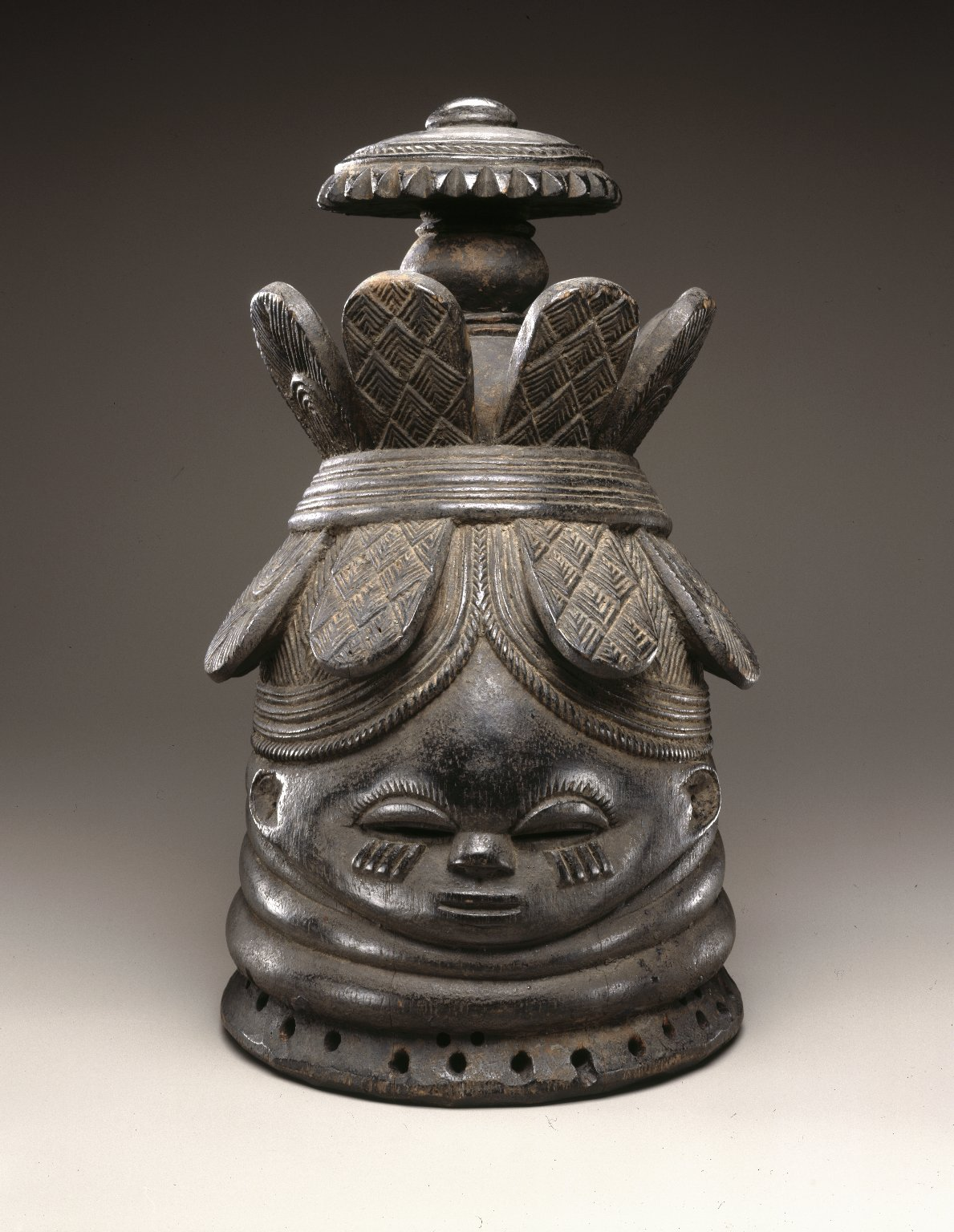
قناع خوذة لجمعية ساندي متحف بروكلين
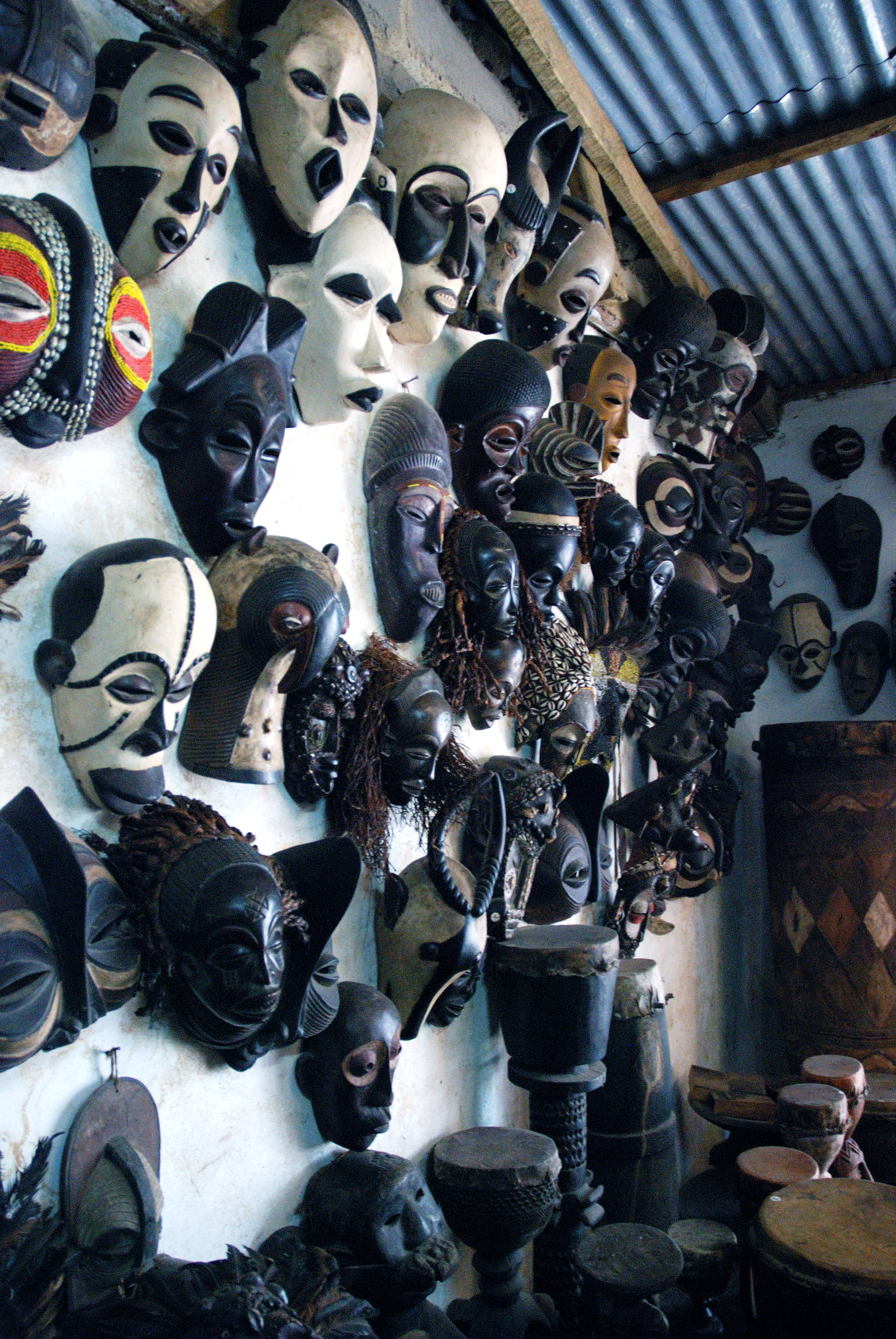
أقنعة تجارية للبيع في متجر بسوق موينج ماكوندي، دار السلام

## روابط خارجية
- Genesis: ideas of origin in African sculpture, an exhibition catalog from The Metropolitan Museum of Art Libraries (fully available online as PDF), which contains material on African masks
- For spirits and kings: African art from the Paul and Ruth Tishman collection, an exhibition catalog
- The Metropolitan Museum of Art Libraries (fully available online as PDF), which contains material on African masks